# (4450) Pan
Pour les articles homonymes, voir Pan (homonymie).
(4450) Pan est un astéroïde Apollon qui fut découvert le 25 septembre 1987 par Eugene et Carolyn Shoemaker. C'est un astéroïde qui coupe les orbites de la Terre, de Vénus et de Mars. Pan s'approche parfois à moins de 10 millions de km de ces trois planètes et à moins de 20 millions de km de Mercure. Il est classé comme potentiellement dangereux.

## Nom
Cet astéroïde Apollon porte le nom du dieu grec Pan, qui est à l'origine le dieu des bergers d'Arcadie. Pan devint par la suite un chasseur, un pêcheur et un guerrier. Il a été adoré à Athènes après la bataille de Marathon, où il a aidé les Athéniens en répandant la panique dans les armées persanes. Il est souvent représenté comme une créature chimérique, mi-homme mi-bouc, à l'image des satyres dont il partage la compagnie.